# デフォルト (コンピュータ)
コンピュータ・ソフトウェア分野でのデフォルト（英: default）とは、値が未入力であることによるシステムの誤作動を防止するために、予め標準値を設定する形態を言う。

## デフォルト値
デフォルト値 (英: Default value) は、「何らかの値の入力が必要なプログラム処理において、値が未入力の場合に生じるシステムの誤作動を未然に防止する目的でプログラム側で予め準備された設定値」のこと。
例えばユーザからの入力値を使用して処理を行うプログラムにおいてユーザが値の入力を省略した場合、プログラムはデフォルト値を読み込んで実行する。
幅広い機種やさまざまな環境で動作させるための環境設定が、システム管理者や開発者にとって（特にINIファイルの新規作成においては）面倒な作業であるため、最善な設定値ではないが概ね幅広い環境で動作するであろう暫定的かつ汎用的な設定値を準備することで、環境設定入力作業を一部または全部省略出来るという利点もある。
システム関係者の間では「デフォルト値」を略して「デフォルト」や「デフォ値」と呼ぶこともある。設定入力の省略にかかわらず、単に既定の値という意味では「初期設定値」や「プリセット値」などとも呼ばれる。
デフォルト値の決定については、システムの互換性重視や使用頻度重視を配慮し、システムエンジニアがシステム設計段階で決定される値もあれば、プログラマがコーディング段階で決定される値もあり、場合によってはユーザーのニーズによって決定することもある。
「デフォルト・バリュー」「初期設定値」「標準値」「既定値」「工場出荷時設定」「暗黙値」「省略時値」などともいう。Macintoshでは「省略時設定」という訳語が用いられたこともあった。
なお、「デフォルト設定」は、設定群（≒全ての設定項目）がデフォルト値にセットされている状態（ユーザが全く変更を行わなかった場合）のことを指す語であり、ある単一の設定値の状態について述べる際には適当でない。

## 派生語としての「デフォルト」
コンピュータに慣れ親しんだ者同士の会話では、コンピュータ分野以外の一般的事象についてもこの語をしばしば流用する。特に口語では、略して「デフォ」と言うこともある。
さらに最近では、ゲームの設定を初期状態にする意味で利用されることもある。ゲームにおける初期設定における名前などのことを「デフォルトネーム」「デフォルト名」と呼ぶことがある。